# Liste der Botschafter der Vereinigten Staaten in Schweden
Die Liste der Botschafter der Vereinigten Staaten in Schweden bietet einen Überblick über die Leiter der US-amerikanischen diplomatischen Vertretung in Schweden seit der Aufnahme diplomatischer Beziehungen.

## Botschafter
| Zeitraum      | Name                             | Bemerkung |
| ------------- | -------------------------------- | --- |
| 1814 bis 1818 | Jonathan Russell                 | |
| 1819 bis 1825 | Christopher Hughes               | erneut 1830 bis 1841                                                                                                  |
| 1825          | William C. Somerville            | verstarb vor Dienstantritt                                                                                            |
| 1826 bis 1830 | John James Appleton              | |
| 1830 bis 1841 | Christopher Hughes               | bereits 1819 bis 1825                                                                                                 |
| 1842 bis 1845 | George W. Lay                    | |
| 1845 bis 1849 | Henry W. Ellsworth               | |
| 1849 bis 1857 | Francis Schroeder                | |
| 1857 bis 1861 | Benjamin F. Angel                | |
| 1861 bis 1864 | Jacob S. Haldeman                | |
| 1864 bis 1867 | James Hepburn Campbell           | |
| 1866          | John McGinnis, Jr.               | trat die Stelle nicht an, da der schwedische Reichstag die Nominierung ablehnte, während er schon auf der Anreise war |
| 1867 bis 1869 | Joseph J. Bartlett               | |
| 1869 bis 1877 | Christopher Columbus Andrews     | |
| 1877 bis 1883 | John L. Stevens                  | |
| 1883 bis 1885 | William W. Thomas Jr.            | erneut 1889 bis 1894 sowie von 1989 bis 1905                                                                          |
| 1885 bis 1889 | Rufus Magee                      | |
| 1889 bis 1894 | William W. Thomas Jr.            | bereits 1883 bis 1885 sowie erneut von 1889 bis 1905                                                                  |
| 1894 bis 1898 | Thomas B. Ferguson               | |
| 1898 bis 1905 | William W. Thomas Jr.            | bereits 1883 bis 1885 sowie von 1889 bis 1894                                                                         |
| 1905 bis 1913 | Charles Hinman Graves            | |
| 1914 bis 1923 | Ira Nelson Morris                | |
| 1923 bis 1927 | Robert Woods Bliss               | |
| 1927 bis 1929 | Leland B. Harrison               | |
| 1930 bis 1933 | John Motley Morehead III         | |
| 1933 bis 1937 | Laurence Steinhardt              | |
| 1937 bis 1938 | Fred Morris Dearing              | |
| 1938 bis 1941 | Frederick A. Sterling            | |
| 1941 bis 1946 | Herschel Johnson                 | |
| 1947          | Louis G. Dreyfus                 | |
| 1947 bis 1950 | H. Freeman Matthews              | |
| 1950 bis 1953 | William Walton Butterworth       | |
| 1954 bis 1957 | John Moors Cabot                 | |
| 1957 bis 1958 | Francis White                    | |
| 1958 bis 1961 | James C. H. Bonbright            | |
| 1961 bis 1967 | J. Graham Parsons                | |
| 1967 bis 1969 | William Womack Heath             | |
| 1970 bis 1972 | Jerome H. Holland                | |
| 1972 bis 1974 | Arthur J. Olsen                  | Chargé d'affaires |
| 1974 bis 1976 | Robert Strausz-Hupé              | |
| 1976 bis 1977 | David S. Smith                   | |
| 1977 bis 1980 | Rodney O'Gliasain Kennedy-Minott | |
| 1982 bis 1985 | Franklin S. Forsberg             | |
| 1985 bis 1989 | Gregory J. Newell                | |
| 1989 bis 1992 | Charles E. Redman                | |
| 1994 bis 1997 | Thomas L. Siebert                | |
| 1998 bis 2001 | Lyndon Lowell Olson Jr.          | |
| 2001 bis 2004 | Charles A. Heimbold Jr.          | |
| 2004 bis 2006 | Teel Bivins                      | |
| 2006 bis 2009 | Michael M. Wood                  | |
| 2009 bis 2011 | Matthew Barzun                   | |
| 2011 bis 2015 | Mark Brzezinski                  | |
| 2015 bis 2016 | Robert S. Gilchrist              | Chargé d'affaires |
| 2016 bis 2017 | Azita Raji                       | erste Frau, die die US-Botschaft in Schweden leitete; zudem die erste im Iran geborene US-Botschafterin               |
| 2017 bis 2018 | David Lindwall                   | Chargé d'affaires |
| 2019          | Pamela Tremont                   | Chargé d'affaires |
| 2019 bis 2021 | Ken Howery                       | |
| seit 2022     | Erik Ramanathan                  | |